# Timothé Mumenthaler
Timothé Mumenthaler (12 de diciembre de 2002) es un deportista suizo que compite en atletismo, especialista en las carreras de velocidad. Ganó una medalla de oro en el Campeonato Europeo de Atletismo de 2024, en la prueba de 200 m.

## Palmarés internacional
| Campeonato Europeo | Campeonato Europeo | Campeonato Europeo | Campeonato Europeo |
| Año                | Lugar              | Medalla            | Prueba             |
| ------------------ | ------------------ | ------------------ | ------------------ |
| 2024               | Roma (Italia)      | Medalla de oro     | 200 m              |